# Susanna Gilbert-Sättele
Susanna Gilbert-Sättele (* 1953 in Gießen als Ursula Susanna Gilbert) ist eine deutsche Redakteurin sowie freie Journalistin, Kulturjournalistin und Rezensentin. Bekannt wurde sie durch zahlreiche Buch-Rezensionen, die in verschiedenen Massenmedien veröffentlicht wurden.

## Leben
Susanna Gilbert studierte Geschichte und Germanistik an der Freiburger Albert-Ludwigs-Universität, an der sie 1976 die wissenschaftliche Prüfung für das höhere Lehramt ablegte und 1980 mit einer Arbeit über „Hellmut von Gerlach“ zur Dr. phil. promovierte. Anschließend war sie bis 1998 als Redakteurin bei der Deutschen Presse-Agentur (dpa) in Stuttgart tätig.
Seitdem arbeitet sie als freie Journalistin für dpa und verschiedene Zeitungen. Ihr Arbeitsschwerpunkt liegt im Bereich des Kulturjournalismus sowie hier insbesondere bei der Literaturkritik und der Erstellung von Rezensionen von Büchern – vor allem von Neuerscheinungen – für verschiedene Presseorgane.
Susanna Gilbert-Sättele ist verheiratet. Das Paar hat zwei Kinder und lebt in Stuttgart.

## Wirken im Bereich der Literaturkritik
Gilbert-Sättele verfasste als freie Rezensentin bislang zahlreiche Buchkritiken, die in Literaturmagazinen, Zeitschriften und Nachrichtenmagazinen sowie in Onlinemagazinen im Internet veröffentlicht wurden. So erstellte sie zum Beispiel für das Berliner Literaturmagazin Die Berliner Literaturkritik (BLK) in der Zeit von Ende 2008 bis August 2010 insgesamt rund 150 Rezensionen sowie auch mehrere Sammelkritiken. Viele dieser Rezensionen wurden von der dpa übernommen und deren Kunden im Medienmarkt angeboten, so dass Gilbert-Sätteles Buchkritiken bereits in verschiedenen überregionalen Printmedien und in diversen Regionalzeitungen in ganz Deutschland und im deutschsprachigen Ausland sowie in mehreren Online-Publikationen zu lesen waren.
1981 wurde sie mit dem Wolf-Erich-Kellner-Preis ausgezeichnet.

## Publikationen (Auswahl)
- Ursula Susanna Gilbert: Hellmut von Gerlach (1866–1935). Stationen eines deutschen Liberalen vom Kaiserreich zum „Dritten Reich“ (=  Europäische Hochschulschriften: Geschichte und ihre Hilfswissenschaften. Band 218). Peter Lang Verlagsgruppe, Frankfurt am Main 1984, ISBN 3-8204-5446-2 (Zugl. Dissertation, Universität Freiburg i. Br. 1980).